# 中濃厚生病院
岐阜県厚生農業協同組合連合会中濃厚生病院（ぎふけんこうせいのうぎょうきょうどうくみあいれんごうかいちゅうのうこうせいびょういん）は、岐阜県関市にある、JA岐阜厚生連（岐阜県厚生農業組合連合会）が運営する病院である。全国厚生農業協同組合連合会の病院の一つである。

## 概要
関市、美濃市の地域医療の中核病院である。
病床数は495床（一般402床、地域包括ケア病床44床、緩和ケア病床20床、感染病6床、救命救急センター23床）。
救命救急センターの病床の内訳は、ICU8床、CCU3床、HCU12床、熱傷病床1床。
救命救急センターの屋上にはヘリポートが設置されている。

## 沿革
- 1948年（昭和23年） - 中濃病院として、現在の関市緑町（当時の武儀郡関町）に開設。
- 2000年（平成12年） - 現在地に移転する。救命救急センター開設。
- 2005年（平成17年） - 中濃厚生病院に改称。
- 2011年（平成23年）10月26日 - 災害拠点病院の指定を受ける[2]。
- 2015年（平成27年）4月1日 - 増築・増床し、呼吸器病センターや消化器病センター、メディカルトレーニングセンターなどを開設[1]。

## 診察科
- 内科
- 循環器科
- 呼吸器内科
- 神経内科
- 心療内科
- 外科
- 整形外科
- 小児科
- 眼科
- 皮膚科
- 泌尿器科
- 肛門科
- 産婦人科
- 耳鼻咽喉科
- リハビリテーション科　など

## 交通アクセス
- 関市内巡回バス（関市コミュニティバス）「中濃厚生病院」バス停下車、徒歩ですぐ。
- 岐阜バス関上之保線、関板取線「中濃厚生病院」バス停下車、徒歩ですぐ。
- 長良川鉄道越美南線 関市役所前駅より徒歩で約15分。

## その他
2001年（平成13年）に公開された映画サトラレの主人公である里見健一が勤務する国立美濃医大付属病院の撮影に当院が使用された。

## JA岐阜厚生連の病院
- 久美愛厚生病院
- 東濃厚生病院
- 中濃厚生病院
- 西濃厚生病院
- 岐北厚生病院
- 西美濃厚生病院
- 高山厚生病院